# Herb powiatu chełmińskiego
Herb powiatu chełmińskiego – jeden z symboli powiatu chełmińskiego, ustanowiony 25 sierpnia 2001

## Wygląd i symbolika
Herb przedstawia na tarczy w polu czerwonym wizerunek orła srebrnego ze złotą koroną na szyi i takąż przepaską przez skrzydła zakończoną trójliściem oraz ramieniem zbrojnym w srebrną szablę, wyrastającym z barku; dziób, język i szpony o barwie złotej. Na piersi orła tarcza sercowa w polu srebrnym dwie belki faliste czerwone.

## Galeria

Herb województwa chełmińskiego
Chorągiew Chełmna spod Grunwaldu